# La Torre de les Aigües (Dosrius)
La Torre de les Aigües és un edifici de Dosrius (Maresme) inclòs en l'Inventari del Patrimoni Arquitectònic Català.

## Descripció
És un edifici que conserva una estructura de masia del tipus II, amb l'ampliació d'un graner al pis alt del cos central. La resta d'elements no participen de cap estil; la distribució de les finestres, portes i balcons de la façana i l'aixecament d'una torre a un dels vessants de la teulada responen a modificacions i ampliacions posteriors (segle xix). En una de les façanes es manté una portalada emmarcada amb carreus i al costat un pont que uneix l'edifici amb la casa veïna. De sobre la torre hi havia un pluviòmetre que ja no es conserva. Actualment la casa està en molt mal estat. Part del sostre s'ha ensorrat.

## Història
Aquest edifici fou utilitzat com a oficina i habitatges per a enginyers de l'explotació de les aigües de Dosrius. Fins a mitjan segle xix Dosrius era una zona d'aiguamolls. El 1860 es constituí l'empresa Palau, García i Cia que drenà la zona i construí un sistema de distribució a base de canals i un dic fins a Barcelona i Mataró. El 1867 l'empresa passà a ser propietat de la Companyia d'Aigües de Barcelona. Un cop finalitzades les obres, la "Torre" va ser abandonada. L'any 2011 Aigües de Barcelona va cedir l'edifici al municipi de Dosrius.